# 카레라멘

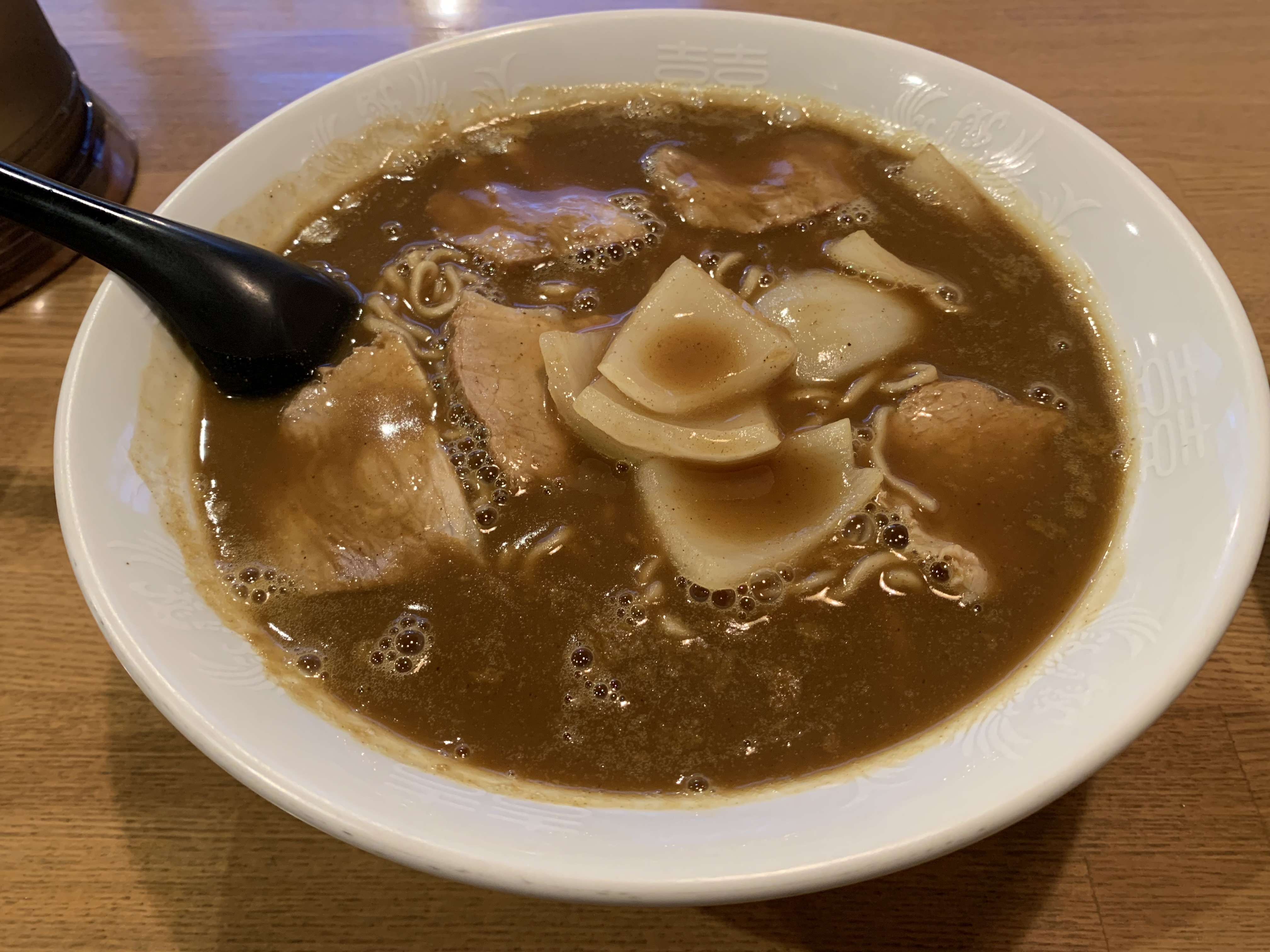
니가타현 산조시의 다이코쿠테이의 카레추카

카레라멘(일본어: カレーラーメン)은 카레를 스프로 조리한 라멘이다.

## 지역별 카레라멘
일본 각지에서 자연 발생적으로 탄생했다고 여겨진다.
산조 카레라멘
니가타현 산조시에 있던 라멘점 도쿄테이의 점주가, 쇼와 초기에 도쿄 무코지마의 수업받던 식당에서 가져온 것이 시작으로 간주되어 산조시에서는 70년의 역사가 있다고 알려져 있다. 산조시에서는, 시내에 많은 카레라멘점이 있어 지역의 관광 요소가 되었으며, 2009년 2월 25일에는 세븐일레븐에서 산조 명물 카레라멘이 발매되었다.
무로란 카레라멘
홋카이도에서는 도마코마이시의 아지노다이오가 1965년에 삿포로에서 인기를 끌었던 미소라멘에 대항하기 위해 시작한 것이 처음이다. 발상으로 여겨지는 도마코마이시에서는 도마코마이 카레라멘 진흥국이 지도를 만들며 프로모션 활동을 하고 있다.